# Jürgen Schneider (Physiker)
Jürgen Schneider  (* 25. November 1931 in Berlin; † 26. März 2012 in Freiburg im Breisgau) war ein deutscher Physiker und Hochschullehrer sowie Erfinder der weißen Leuchtdiode (LED, 1995).
Schneider verließ seine Geburtsstadt Berlin im Zweiten Weltkrieg aufgrund der dortigen Bombenangriffe und besuchte das humanistische Gymnasium des Internats Birklehof in Hinterzarten, wo er sein Abitur ablegte. Ab 1951 studierte er Physik an der Albert-Ludwigs-Universität Freiburg, wo er 1967 auch habilitiert wurde. Scheider war bis zu seiner Pensionierung 1996 Leiter der Abteilung Materialforschung im Fraunhofer-Instituts für Angewandte Festkörperphysik (Fraunhofer IAF) und Mitglied des Lehrkörpers der Fakultät für Physik der Universität Freiburg.